# Lobstädt

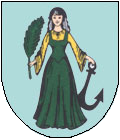
Ehemaliges Gemeindewappen

Lobstädt ist ein Ortsteil der Gemeinde Neukieritzsch im Landkreis Leipzig in Sachsen.

## Geographie und Verkehr
Der Ort liegt im Süden der Leipziger Tieflandsbucht am Rande des Leipziger Neuseenlandes. So befindet sich der Speicher Witznitz im Nordwesten und der Speicher Borna im Süden des Gemeindegebietes. Im Norden des Gemeindegebietes wurde der Tagebau  Witznitz II geflutet, wodurch der Kahnsdorfer See und der Hainer See bis 2010 entstanden. Durch den Ort fließt die Pleiße. Der Ortsteil liegt 28 km südlich vom Zentrum von Leipzig und 5 km westlich von Borna. Durch Lobstädt führt die B 176 Borna–Pegau und die Bahnstrecke Neukieritzsch–Chemnitz. Auf dieser verkehrt aktuell die Linie S 6 der S-Bahn Mitteldeutschland. Es fahren halbstündlich S-Bahnen nach Leipzig und in der Gegenrichtung bis Borna sowie stündlich bis Geithain.

## Sehenswürdigkeiten
- Nikolaikirche in Großzössen
- Dorfkirche Lobstädt

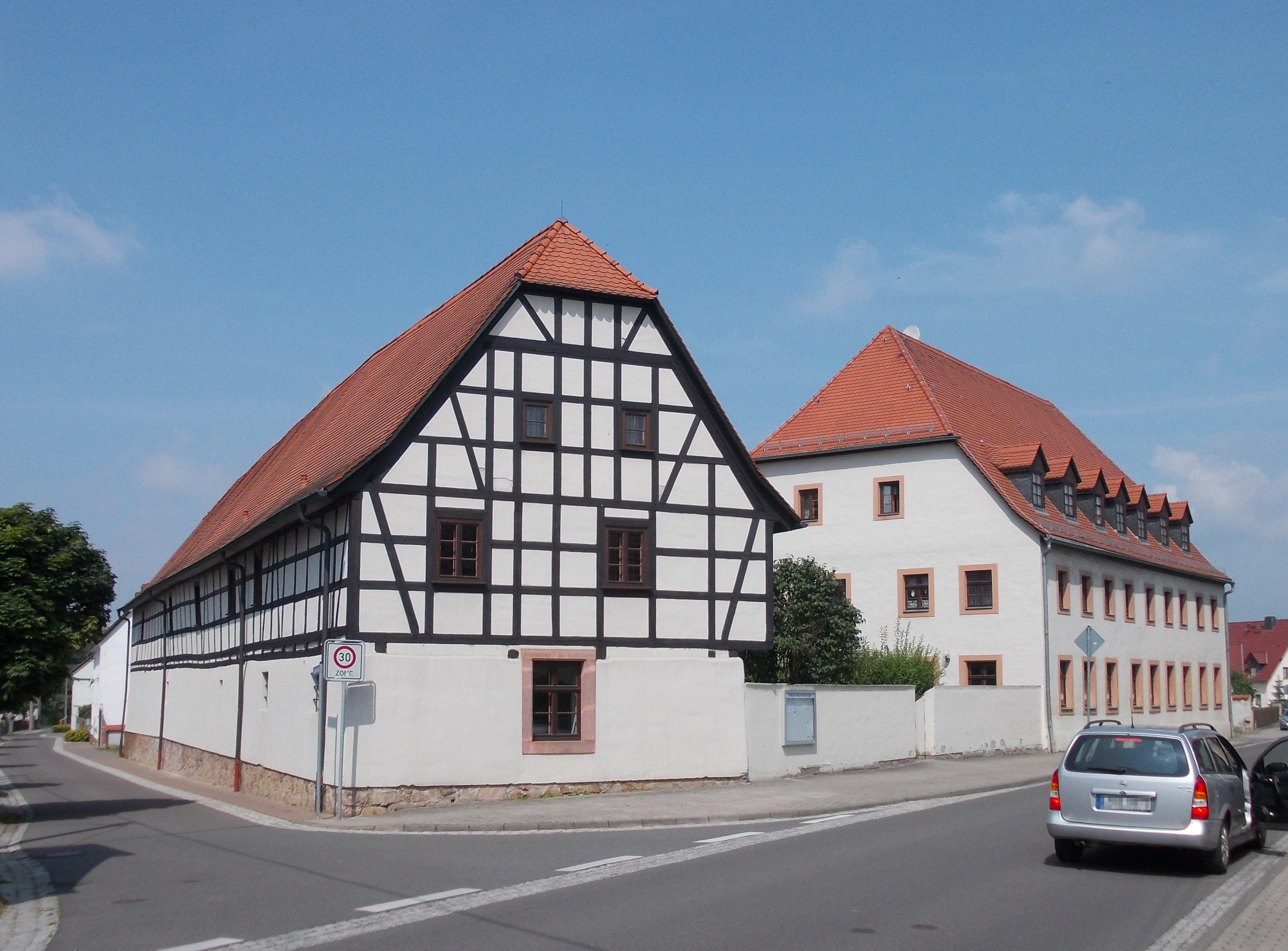
Altes Postgut Lobstädt

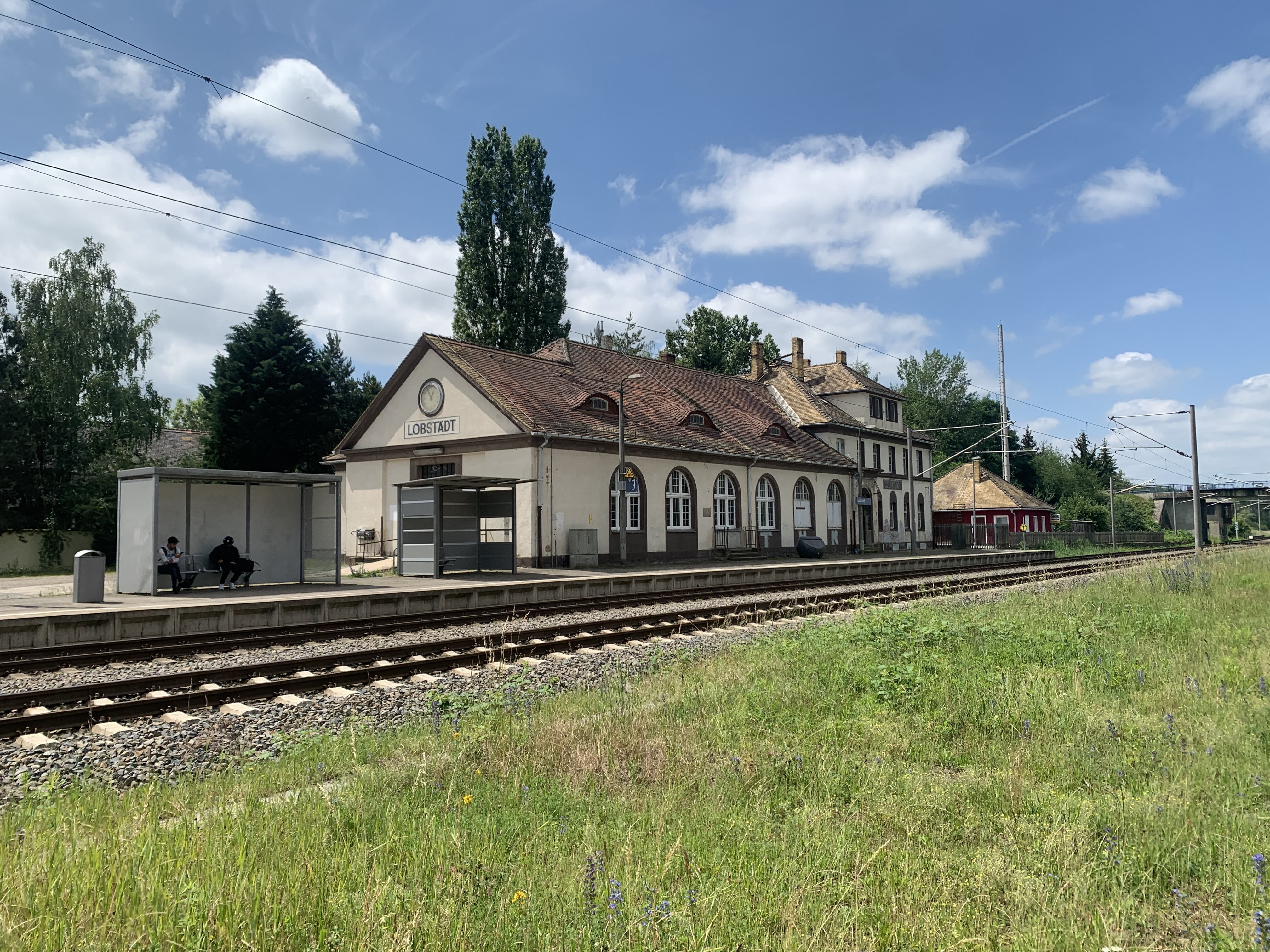
Bahnhof Lobstädt

- Rittergutshof Kahnsdorf mit dem alten und neuen Herrenhaus
- Leipziger Neuseenland
- Pleiße mit Radweg

## Geschichte
Lobstädt wird am 2. April 1299 erstmals urkundlich erwähnt. Aus dem ursprünglichen Lobschwitz (Lobschitz, Lobeschitz) wurde der heutige Name Lobstädt. In Lobstädt gab es eine mittelalterliche Wasserburg, welche die Furt über die Pleiße sicherte und später zu einem Rittergut entwickelte. Dieses war Eigentum der bedeutenden sächsischen Adelsgeschlechter von Könneritz (15. und 16. Jahrhundert) und von Einsiedel (1586 bis 1823). 1823 gelangte das Rittergut Lobstädt an die Familien Geßner, Scholber und Schädel. Am 28. November 1855 ging die bisher dem Rittergut Lobstädt im Amt Borna zustehende Gerichtsbarkeit über Lobstädt, Bergisdorf und Görnitz auf das Königliche Landgericht Borna über. 1875 wurden die Orte der Verwaltung der Amtshauptmannschaft Borna unterstellt.
Die Gemeinde Lobstädt wurde seit Anfang des 20. Jahrhunderts von den umliegenden Braunkohlentagebauen geprägt, so dass teilweise die Dörfer der Umgebung abgerissen wurden. Der östlich gelegene Nachbarort Witznitz fiel als erstes im Jahr 1941 dem Tagebau Witznitz I zum Opfer. In der Folgezeit entstand aus dem Restloch der Speicher Witznitz. Im Norden verschwanden durch den Tagebau Witznitz II zwischen 1946 und 1968 fünf Orte, Kahnsdorf  und Großzössen wurden durch den Tagebau nahezu isoliert. Im Süden verschwanden durch den Tagebau Borna-West die Nachbarorte Alt-Deutzen und Görnitz sowie durch den Tagebau Deutzen im Jahr 1951 der erst 1948 eingemeindete Ortsteil Bergisdorf. Der jüngste und noch aktive Tagebau Vereinigtes Schleenhain vernichtete im Jahr 1994 den westlichen Nachbarort Breunsdorf.
1994 entstand durch den Zusammenschluss der Gemeinden Kahnsdorf (mit Zöpen und Pürsten und der devastierten Flur von Hain), Großzössen (mit der devastierten Flur von Kleinzössen) und Lobstädt (mit der devastierten Flur von Bergisdorf) die Großgemeinde Lobstädt, die Teil der Verwaltungsgemeinschaft Neukieritzsch war. Sie wurde am 1. April 2008 in die Gemeinde  Neukieritzsch eingegliedert.

## Persönlichkeiten
- Heinrich von Könneritz (um 1483–1551), böhmischer Berghauptmann und Münzmeister
- Emil Ferdinand Vogel (1801–1852), Jurist, Philologe und Rechtshistoriker
- Martin Krause (1853–1918), Konzertpianist, Klavierpädagoge und Musikschriftsteller, in Lobstädt geboren
- Margarete Wittber (1898–1964), Schriftstellerin, war in Lobstädt als Lehrerin tätig
- Joachim Alfred Schmidt (* 1922), Virologe
- Hans-Werner Woiczik (* 1923), Lokführer und Politiker
- Willy Hoffmann (1925–1990), DDR-Botschaftsrat in Rumänien (1969–1971) und Marokko (1975–1978), Botschafter in den Niederlanden (1981–1982)
- Wolfgang Pilz (1927–2005), Zahnmediziner und Hochschullehrer
- Wolfgang Jahn (* 1935), Fußballspieler